# Station Creek (King George Island)
Koordinaten: 62° 11′ 52″ S, 58° 57′ 47″ W
Der Station Creek (russisch ручей Станционный, rutschei Stanzionny – „Stationsbach“) ist ein Bach auf der Fildes-Halbinsel von King George Island, der größten der Südlichen Shetlandinseln.
Er fließt vom Lake Kitezh (озеро Китеж) in südöstliche Richtung zur Ardley Cove – einer Nebenbucht der Maxwell Bay –, wobei er westlich an der russischen Bellingshausen-Station vorbeifließt.
Der Bach wurde nach Kartierungen der 13. Sowjetischen Antarktisexpedition im Jahre 1968 auf einer Karte von 1973 ручей Станционный genannt. Auf einer englischsprachigen Karte derselben Autoren ist der Bach mit „Stantsionny Creek“ beschriftet. Das britische Antarctic Place-names Committee (APC) übersetzte den russischen Namen 1980 sinngemäß ins Englische.
Auf einer brasilianischen Karte von 1984 ist der Bach als „Córrego Kitesch“ beschriftet, was eine Übersetzung des Anfang der 1980er Jahre von einer bundesdeutschen Expedition vergebenen Namens Kiteschbach sein dürfte.